# Cyardium variegatum
Cyardium variegatum es una especie de escarabajo longicornio del género Cyardium, tribu, Pteropliini, subfamilia, Lamiinae. Fue descrita por Aurivillius en 1913.

## Descripción
Mide 16-19 mm de longitud.

## Distribución
Se distribuye por Indonesia y Malasia.